# 黑犬湖
黑犬湖是一个位于中国西藏自治区尼玛县的湖泊，面积约为22平方千米。